# کوه هوالانکا
کوه هوالانکا (به اسپانیایی: Huallanca) یک کوه در پرو است که در منطقه انکاش واقع شده‌است. کوه هوالانکا ۵٬۴۷۰ متر بالاتر از سطح دریا واقع شده‌است.